# Lista najczęściej używanych języków świata
Najczęściej używane języki świata – lista największych języków świata pod względem liczby użytkowników. Ze względu na trudności w wyznaczeniu dokładnej liczby użytkowników danego języka poniższe dane mają jedynie charakter szacunkowy.

## Klasyfikacja według portalu Ethnologue (wydanie 2017)
| Poz. | Nazwa języka                                             | Rodzina (grupa)              | Język ojczysty, (w milionach) | Drugi język, (w milionach) | Razem (w milionach)   |
| ---- | -------------------------------------------------------- | ---------------------------- | ----------------------------- | -------------------------- | --------------------- |
| 1.   | język chiński (język mandaryński) (język wu) (język yue) | chińsko-tybetańska           | 1281 (898) (80) (73)          | 194+ (194) -               | 1475 (1091) (80) (73) |
| 2.   | język hiszpański                                         | indoeuropejska (romańska)    | 437                           | 91                         | 528                   |
| 3.   | język angielski                                          | indoeuropejska (germańska)   | 372                           | 612                        | 984                   |
| 4.   | język arabski                                            | afroazjatycka (semicka)      | 292                           | -                          | 292                   |
| 5.   | język hindi                                              | indoeuropejska (indoaryjska) | 260                           | 121                        | 381                   |
| 6.   | język bengalski                                          | indoeuropejska (indoaryjska) | 242                           | 19                         | 262                   |
| 7.   | język portugalski                                        | indoeuropejska (romańska)    | 219                           | 11                         | 229                   |
| 8.   | język rosyjski                                           | indoeuropejska (słowiańska)  | 154                           | 113                        | 268                   |
| 9.   | język japoński                                           | japońska                     | 128                           | 0                          | 128                   |
| 10.  | język lahnda (język zachodniopendżabski)                 | indoeuropejska (indoaryjska) | 119 (93)                      | -                          | 119 (93)              |
| 11.  | język jawajski                                           | austronezyjska               | 84                            | -                          | 84                    |
| 12.  | język koreański                                          | koreańska                    | 77                            | -                          | 77                    |
| 13.  | język niemiecki                                          | indoeuropejska (germańska)   | 77                            | 53                         | 130                   |
| 14.  | język francuski                                          | indoeuropejska (romańska)    | 76                            | 153                        | 230                   |
| 15.  | język telugu                                             | drawidyjska                  | 74                            | 5                          | 79                    |
| 16.  | język marathi                                            | indoeuropejska (indoaryjska) | 72                            | 3                          | 75                    |
| 17.  | język turecki                                            | ałtajska (turecka)           | 71                            | 0                          | 71                    |
| 18.  | język urdu                                               | indoeuropejska (indoaryjska) | 69                            | 94                         | 163                   |
| 19.  | język wietnamski                                         | austroazjatycka              | 68                            | -                          | 68                    |
| 20.  | język tamilski                                           | drawidyjska                  | 68                            | 8                          | 76                    |
| 21.  | język włoski                                             | indoeuropejska (romańska)    | 63                            | 3                          | 66                    |
| 22.  | język perski (język irański perski)                      | indoeuropejska (irańska)     | 62 (53)                       | -                          | 62 (53)               |
| 23.  | język malajski                                           | austronezyjska               | 61                            | -                          | 61                    |

## Klasyfikacja według encyklopedii Encarta i portalu Ethnologue (wydanie 2011)
| Poz. | Nazwa języka                      | Rodzina (grupa)              | Język ojczysty (Encarta, w milionach) | Język ojczysty (Ethnologue, w milionach) | Drugi język (Ethnologue, w milionach) | Razem (w milionach) |
| ---- | --------------------------------- | ---------------------------- | ------------------------------------- | ---------------------------------------- | ------------------------------------- | ------------------- |
| 1.   | język angielski                   | indoeuropejska (germańska)   | 341                                   | 328                                      | 1420                                  | 1755                |
| 2.   | język chiński (język mandaryński) | chińsko-tybetańska           | 1213                                  | 1213 (845)                               | 178+ (178)                            | 1391 (1023)         |
| 3.   | język hindi                       | indoeuropejska (indoaryjska) | 366                                   | 182                                      | 155                                   | 430 (do 520)        |
| 4.   | język arabski                     | afroazjatycka (semicka)      | 422                                   | 221                                      | 35                                    | 457                 |
| 5.   | język hiszpański                  | indoeuropejska (romańska)    | 322                                   | 329                                      | 60                                    | 386                 |
| 6.   | język francuski                   | indoeuropejska (romańska)    | 80                                    | 68                                       | 190 jako urzędowy 250                 | 295 (do 330)        |
| 7.   | język rosyjski                    | indoeuropejska (słowiańska)  | 167                                   | 178                                      | 110                                   | 265 (do 275)        |
| 8.   | język portugalski                 | indoeuropejska (romańska)    | 176                                   | 178                                      | 30 jako urzędowy pow. 20              | 200 (do 210)        |
| 9.   | język bengalski                   | indoeuropejska (indoaryjska) | 207                                   | 181                                      | -                                     | 195 (do 205)        |
| 10.  | język japoński                    | japońska                     | 125                                   | 122                                      | 3                                     | 125                 |
| 11.  | język urdu                        | indoeuropejska (indoaryjska) | 60                                    | 61                                       | 70 jako urzędowy 43                   | 115 (do 130)        |
| 12.  | język niemiecki                   | indoeuropejska (germańska)   | 100                                   | 90                                       | 10-15                                 | 110                 |
| 13.  | język kantoński                   | chińsko-tybetańska           | -                                     | 56                                       | 34                                    | 90                  |
| 14.  | język wietnamski                  | austroazjatycka              | 68                                    | 69                                       | 10 jako urzędowy 16                   | 80 (do 85)          |
| 15.  | język telugu                      | drawidyjska                  | 70                                    | 70                                       | 10                                    | 80                  |
| 16.  | język jawajski                    | austronezyjska               | 76                                    | 85                                       | -                                     | 80                  |
| 17.  | język wu                          | chińsko-tybetańska           | -                                     | 77                                       | -                                     | 75                  |
| 18.  | język tamilski                    | drawidyjska                  | 66                                    | 66                                       | 10                                    | 75                  |
| 19.  | język koreański                   | koreańska                    | 78                                    | 66                                       | 2 jako urzędowy                       | 70 (do 80)          |
| 20.  | język perski                      | indoeuropejska (irańska)     | 31                                    | 31                                       | 25 jako urzędowy 50                   | 70 (do 80)          |
| 21.  | język turecki                     | ałtajska (turecka)           | 61                                    | 51                                       | 10 jako urzędowy 15                   | 70 (do 75)          |
| 22.  | język marathi                     | indoeuropejska (indoaryjska) | 68                                    | 68                                       | 3                                     | 70                  |
| 23.  | język włoski                      | indoeuropejska (romańska)    | 62                                    | 62                                       | 5 jako urzędowy                       | 65                  |
| 24.  | język pendżabski                  | indoeuropejska (indoaryjska) | 57                                    | 63                                       | -                                     | 60                  |
| 25.  | język tajski                      | dajska                       | 46                                    | 20                                       | 10 jako urzędowy 29                   | 55 (do 75)          |
| 26.  | język polski                      | indoeuropejska (słowiańska)  | 44                                    | 40                                       | 2 jako urzędowy                       | 45 (do 48)          |
| 27.  | język ukraiński                   | indoeuropejska (słowiańska)  | 47                                    | 37                                       | 2 jako urzędowy                       | 45                  |
| 28.  | język minnański                   | chińsko-tybetańska           | -                                     | 46                                       | -                                     | 45                  |
| 29.  | język gudźarati                   | indoeuropejska (indoaryjska) | 46                                    | 46                                       | -                                     | 45                  |
| 30.  | język malajalam                   | drawidyjska                  | 36                                    | 36                                       | 10                                    | 45                  |